# Nikola Mandić

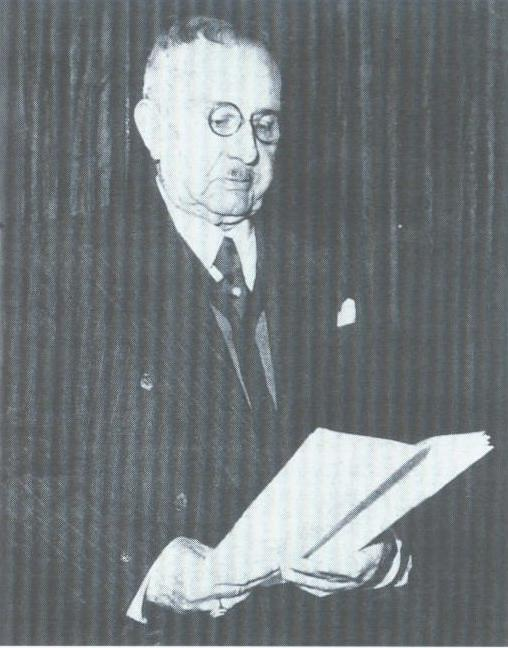
Nikola Mandić in den 1940er Jahren

Nikola Mandić (geb. 20. Januar 1869 in Dolac (Travnik); gest. 7. Juni 1945 in Zagreb) war ein kroatischer Politiker und Kriegsverbrecher. Er war maßgeblich am Aufbau kroatisch-nationalistischer politischer Parteien im Bosnien und Herzegowina der Habsburgermonarchie beteiligt. Ab 1943 war er Regierungschef des faschistischen Unabhängigen Staates Kroatien unter Ante Pavelić und wurde 1945 wegen seiner Kriegsverbrechen von Tito-Partisanen hingerichtet.

## Leben

### Frühes Leben und frühe politische Karriere
Mandić wurde in eine kroatische Familie in Bosnien und Herzegowina geboren. Er studierte Rechtswissenschaften in Sarajevo und Wien. Nach Abschluss seines Studiums arbeitete er als Anwalt in Sarajevo.
Seine politische Karriere begann er als Mitglied in Ante Starčevićs nationalistischer Kroatischer Partei des Rechts, die alle von Kroaten bewohnten Gebiete in Österreich-Ungarn vereinen und schließlich zu einem eigenen Nationalstaat ausbauen wollte. Weil diese Partei in der seiner Heimat nicht erwünscht war, begründete er gemeinsam mit anderen 1906 in seinem Heimatdorf Dolac die Partei Kroatische Volksunion (Hrvatska narodna zajednica). Sie war die erste Partei, die von Kroatien in Bosnien und Herzegowina begründet wurde. 1910 wurde er als Abgeordneter ins bosnische Parlament gewählt und wurde zum Parlamentssprecher.
Während des Ersten Weltkrieges arbeitete er als Beamter unter dem Militärgouverneur Bosniens.
Er war Teil der Verfassunggebenden Versammlung des Königreichs Jugoslawien. Als die Vidovdan-Verfassung 1921 verabschiedet wurde und das Königreich zu einem Einheitsstaat wurde, war er ein scharfer Kritiker dessen. Danach zog er sich aus der Politik zurück und arbeitete wieder als Anwalt.

### Regierungschef des Unabhängigen Staates Kroatien
Obwohl er für seine nationalistische Gesinnung bekannt war, trat er in den 1930er Jahren nicht den faschistischen Ustascha bei und war auch nicht an der Gründung deren des Unabhängigen Staates Kroatien im Jahr 1941 beteiligt.
Im September 1942 wurde er vom Regierungschef des Ustascha-Regimes, Ante Pavelić, als Staatssekretär berufen. Als Pavelić am 2. September 1943 in seiner Rolle von Regierungschef zum Staatsoberhaupt wechselte, ernannte er stattdessen Mandić zum neuen Regierungschef.

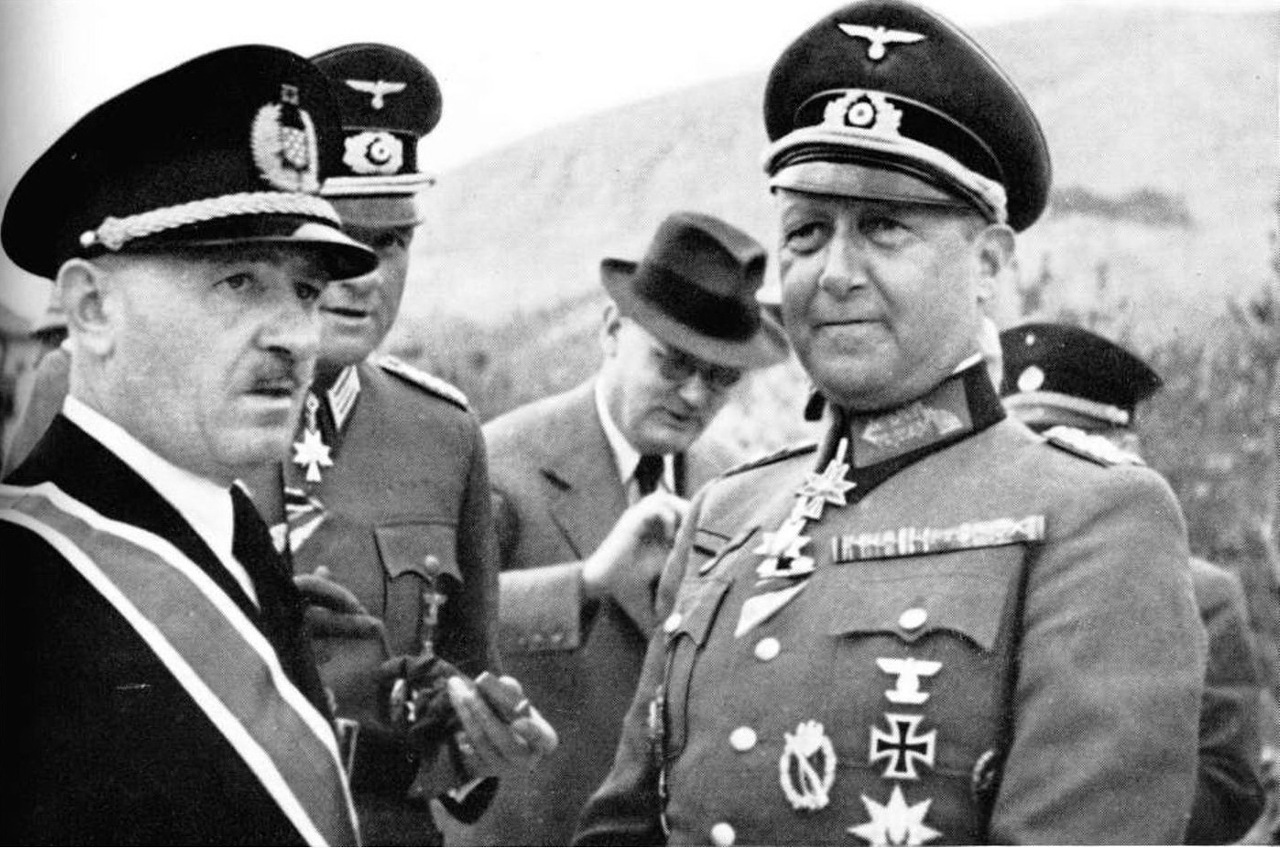
Nikola Mandić (links) mit Wehrmacht-General Fritz Neidholt (rechts)

Am 1. März 1944 traf Mandić Adolf Hitler und Wilhelm Keitel im Schloss Kleßheim, bat diese angesichts der Kriegserfolge der Partisanen vergeblich um ein deutsches Oberkommando in Zagreb, sprach sich gemeinsam mit dem Außenminister Stijepo Perić aber gleichzeitig gegen Repressalien und Plünderungen deutscher Truppen in kroatischen Dörfern aus. Hitler betrachtete Mandić als „richtigen altösterreichischen Beamten“.
Am 11. Oktober 1944 bildete er das Regierungskabinett um und brachte Politiker aus der Kroatischen Volksunion ein, um der Regierung in den Augen der Alliierten mehr Glaubwürdigkeit zu verleihen.
Kurz vor Ende des Zweiten Weltkrieges floh Mandić am 6. Mai 1945 gemeinsam mit 129 weiteren Beamten des Unabhängigen Staates Kroatien aus Zagreb in Richtung Österreich. Britische Truppen konnten ihn bei der Turracher Höhe fassen und inhaftierten ihn im Kriegsgefangenenlager Spittal an der Drau. Von dort aus übergaben sie ihn der Jugoslawischen Volksbefreiungsarmee. Diese verurteilte ihn aufgrund von Hochverrat und Kriegsverbrechen zum Tode und richtete ihn am 7. Juni 1945 durch Erschießen hin.